# Thorictus insulcatus
Thorictus insulcatus is een keversoort uit de familie spektorren (Dermestidae). De wetenschappelijke naam van de soort werd in 1924 gepubliceerd door Maurice Pic.